# Pont de Martís
El Pont de Martís és una obra d'Esponellà (Pla de l'Estany) inclosa a l'Inventari del Patrimoni Arquitectònic de Catalunya.

## Descripció
Es tracta d'un pont de pedra que travessa la riera que surt de l'estany d'Espolla i les basses de Martís, serveix o servia d'antic pas que anava a Usall i al Fluvià des de Martís. Està format per un arc de punt rodó o volta de canó i dos passos d'aigua de secció quadrada i simètricament disposats a cada banda de la volta, a les vores hi ha una barana baixa de pedra que segueix el perfil triangular del pendent del pont. A la riba nord de la riera i quasi a l'extrem nord-oest del pont hi ha una creu de terme.